# Kőszeg
Kőszeg  este un oraș în districtul Kőszeg, județul Vas, Ungaria, având o populație de 11.198 de locuitori (2011). 

## Demografie
Componența etnică a orașului Kőszeg
     Maghiari (90,3%)
     Germani (5,7%)
     Croați (2,46%)
     Necunoscut (0,6%)
     Alții (0,94%)
Componența confesională a orașului Kőszeg
     Romano-catolici (51,98%)
     Fără religie (7,5%)
     Luterani (7,41%)
     Reformați (2,35%)
     Necunoscută (29,89%)
     Alte religii (1,79%)
Conform recensământului din 2011, orașul Kőszeg avea 11.198 de locuitori. Din punct de vedere etnic, majoritatea locuitorilor (90,3%) erau maghiari, existând și minorități de germani (5,7%) și croați (2,46%). Apartenența etnică nu este cunoscută în cazul a 0,6% din locuitori.  Din punct de vedere confesional, majoritatea locuitorilor (51,98%) erau romano-catolici, existând și minorități de persoane fără religie (7,5%), luterani (7,41%) și reformați (2,35%). Pentru 29,89% din locuitori nu este cunoscută apartenența confesională.

## Personalități născute aici
- Benedek Szabolcs Fekete (n. 1977), episcop romano-catolic.